# Bauhinia meeboldii
Bauhinia meeboldii är en ärtväxtart som beskrevs av William Grant Craib. Bauhinia meeboldii ingår i släktet Bauhinia och familjen ärtväxter. Inga underarter finns listade i Catalogue of Life.